# جوش غريفيثز (لاعب كرة قدم)
جوش غريفيثز (بالإنجليزية: Josh Griffiths)‏ هو لاعب كرة قدم بريطاني، ولد في 5 سبتمبر 2001.

## وصلات خارجية
- جوش غريفيثز (لاعب كرة قدم) على موقع الاتحاد الأوربي (الإنجليزية)
- جوش غريفيثز (لاعب كرة قدم) على موقع إي إس بي إن إف سي (الإنجليزية)
- جوش غريفيثز (لاعب كرة قدم) على موقع قاعدة بيانات كرة القدم.إي يو (الإنجليزية)
- جوش غريفيثز (لاعب كرة قدم) على موقع Soccerbase.com (لاعب) (الإنجليزية)
- جوش غريفيثز (لاعب كرة قدم) على موقع Soccerway.com (الإنجليزية)
- جوش غريفيثز (لاعب كرة قدم) على موقع عالم كرة القدم.نت (الإنجليزية)